# George Westinghouse
George Westinghouse, Jr. (Central Bridge, Schoharie, Nueva York, 6 de octubre de 1846-Nueva York, 12 de marzo de 1914) fue un empresario, ingeniero e inventor estadounidense. 
Inventó el freno neumático ferroviario, por el cual se hizo con su primera patente, e igualmente fue todo un pionero en la industria eléctrica. A lo largo de su vida obtuvo más de 400 patentes.
Fue uno de los principales rivales de Thomas Alva Edison en la llamada "Guerra de las corrientes". Westinghouse y su Westinghouse Electric (fundada el 1 de agosto de 1886) desarrollaron los sistemas de transmisión de corriente alterna (CA) mientras que Edison apoyaba la corriente continua (CC). Finalmente triunfó la corriente alterna por su menor pérdida de energía eléctrica, bajo precio, etc.
Fue nominado al Premio Nobel de Física en 1901, pero se lo llevó finalmente el científico alemán Wilhelm Conrad Röntgen.

## Vida personal

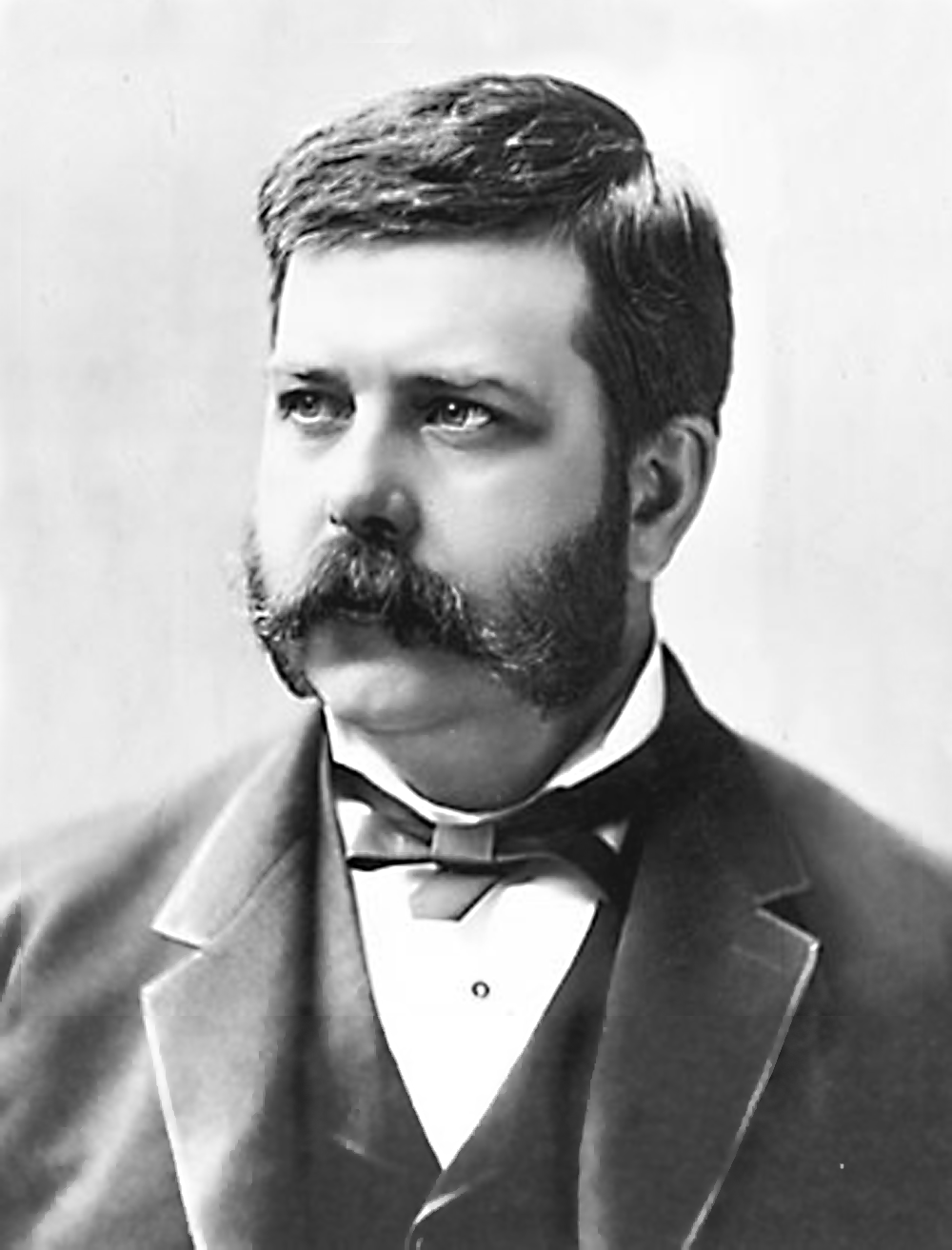
George Westinghouse en 1884.

George Westinghouse, Jr. nació en Central Bridge, Schoharie, Nueva York, hijo de Emeline (Vedder) y George Westinghouse Sr., propietario de un taller mecánico. Era el octavo de diez hermanos. Sus antepasados procedían de Westfalia, en Alemania, que primero se trasladaron a Inglaterra y luego emigraron a Estados Unidos. El apellido había sido anglicizado de Westinghausen. Poco tiempo después, al mudarse la familia a Schenectady, New York, su padre montó una tienda-taller de maquinaria agrícola.
Desde su juventud, Westinghouse tuvo talento para la maquinaria y los negocios. Al estallar la Guerra de Secesión en 1862, Westinghouse, de 15 años, se alistó en la Guardia Nacional de Nueva York y sirvió hasta que sus padres le instaron a regresar a casa. Al año siguiente, convenció a sus padres para que le permitieran volver a alistarse, tras lo cual se unió a la Compañía M del 16.º de Caballería de Nueva York y ascendió al rango de cabo. En diciembre de 1864 renunció al Ejército para alistarse en la Navy, donde trabajó como tercer ayudante de máquinas en el cañonero USS Muscoota hasta el final de la guerra. Tras su licenciamiento militar en agosto de 1865, regresó con su familia a Schenectady y se matriculó en el Union College. Perdió interés en el plan de estudios y abandonó en su primer trimestre.
En 1867, George Westinghouse conoció a Marguerite Erskine Walker (1842-1914), con quien pronto se casó. Tuvieron un hijo, George Westinghouse III.
George Westinghouse murió el 12 de marzo de 1914 en Nueva York, a los 67 años. Como veterano de la Guerra de Secesión que era, fue enterrado en el Cementerio Nacional de Arlington, junto con su esposa Marguerite, que falleció tres meses después.

## Freno neumático ferroviario

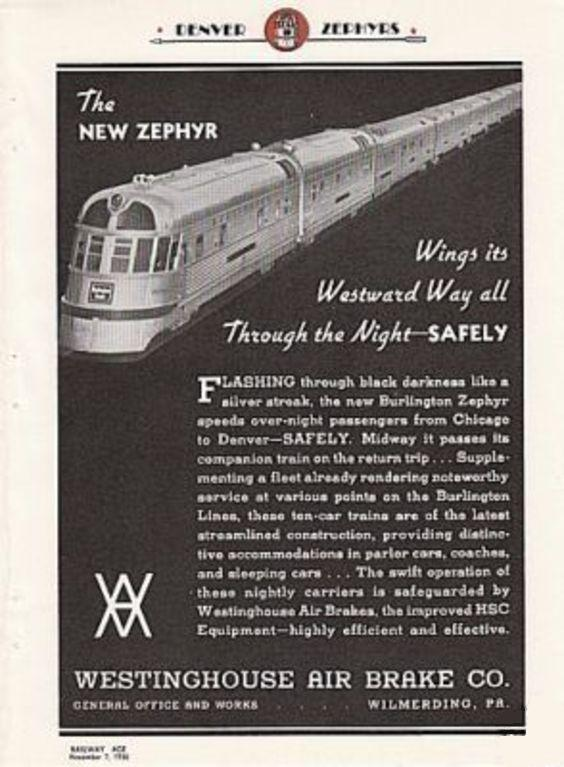
Anuncio del nuevo Denver Zephyr (1936), seguridad y frenos Westinghouse.

En 1869, con 22 años, inventó un sistema de frenos con aire comprimido para los trenes, su primera patente, que le fue concedida el 28 de octubre de 1873.
Hasta la llegada de este invento era necesario que un hombre, el guardafrenos, se encargara de ir accionando vagón por vagón todos los frenos del tren. Por esto, fue toda una revolución la inclusión del freno neumático, pues una sola pulsación aplicaba o liberaba los frenos en todo el tren a la vez.
El sistema de Westinghouse utilizaba un compresor en la locomotora, un depósito y una válvula especial en cada vagón, y una única tubería a lo largo del tren (con conexiones flexibles) que rellenaba los depósitos y controlaba los frenos, permitiendo al maquinista accionar y soltar los frenos simultáneamente en todos los vagones. Se trata de un sistema a prueba de fallos, ya que cualquier rotura o desconexión en la tubería del tren accionará los frenos en todo el tren. Fue patentado por Westinghouse el 28 de octubre de 1873.
Con el fin de poder llevar este y otros inventos al mundo, y evitar accidentes como el que él mismo presenció poco antes del desarrollo de sus frenos, fundó la Westinghouse Air Brake Company (WABCO). El 28 de septiembre de 1869 abrió sus puertas.
Los sistemas de frenado actuales, aun habiendo evolucionado, siguen basándose en el concepto y los diseños creados por George Westinghouse en el siglo XIX.

## Distribución de energía eléctrica

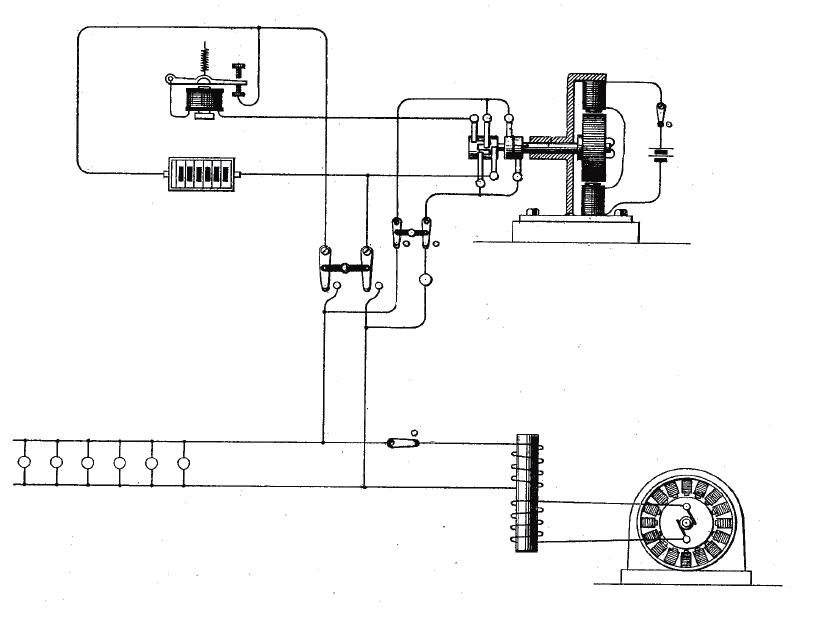
Patente de Westinghouse para un sistema de iluminación de CA con batería de reserva de 1887 (Patente de EE. UU. 373.035)

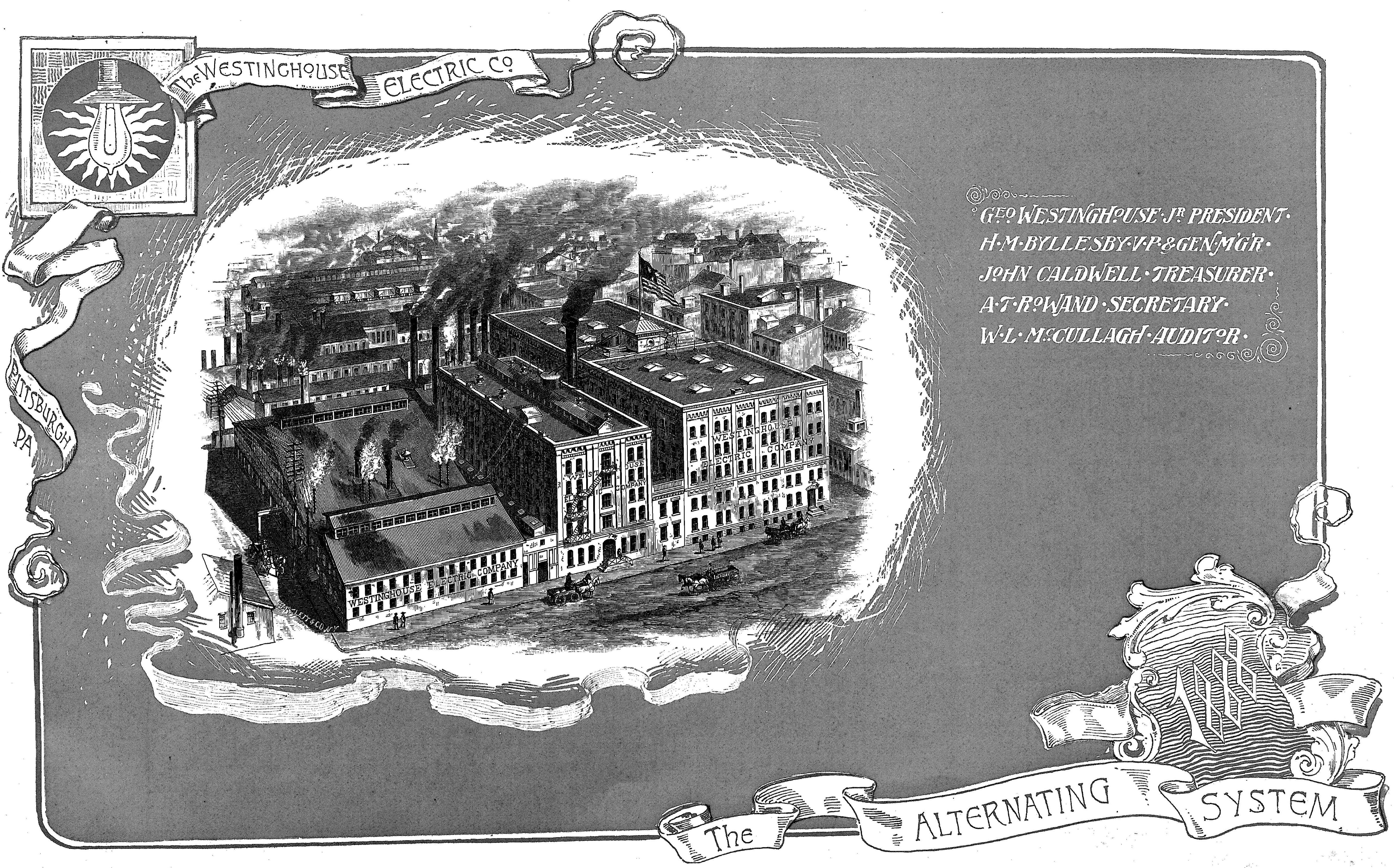
Catálogo de 1888 de la Westinghouse Electric Company anunciando su "Sistema Alterno"

Los intereses de Westinghouse en la distribución de gas y la conmutación telefónica le llevaron a interesarse por el entonces nuevo campo de la distribución de energía eléctrica a principios de la década de 1880. El alumbrado eléctrico era un negocio en auge y muchas empresas construían sistemas de alumbrado público de exterior basados en corriente continua (CC) y corriente alterna (CA). Al mismo tiempo, Thomas Edison lanzaba la primera compañía eléctrica de corriente continua diseñada para iluminar hogares y empresas con su bombilla incandescente patentada. En 1884, Westinghouse empezó a desarrollar su propio sistema de alumbrado doméstico de corriente continua y contrató al físico William Stanley para trabajar en él. Westinghouse tuvo conocimiento de los nuevos sistemas europeos de corriente alterna en 1885, cuando leyó sobre ellos en la revista técnica británica Engineering. La corriente alterna tenía la capacidad de ser "elevada" en voltaje por un transformador para su distribución y luego "reducida" por un transformador para su uso por el consumidor, lo que permitía a las grandes centrales eléctricas centralizadas suministrar electricidad a larga distancia en ciudades con poblaciones más dispersas. Esto suponía una ventaja con respecto a los sistemas de corriente continua de bajo voltaje comercializados por la compañía eléctrica de Thomas Edison, que tenían un alcance limitado debido a los bajos voltajes utilizados. Westinghouse vio en el potencial de la corriente alterna para lograr mayores economías de escala una forma de construir un sistema realmente competitivo en lugar de limitarse a construir otro sistema de iluminación de corriente continua apenas competitivo utilizando patentes lo suficientemente diferentes como para sortear las patentes de Edison.
En 1885, Westinghouse importó varios transformadores Gaulard-Gibbs y un generador de corriente alterna Siemens, para empezar a experimentar con redes de corriente alterna en Pittsburgh. Stanley, asistido por los ingenieros Albert Schmid y Oliver B. Shallenberger, desarrolló el diseño del transformador Gaulard-Gibbs hasta convertirlo en el primer transformador práctico. En 1886, con el respaldo de Westinghouse, Stanley instaló el primer sistema de alimentación de CA de voltaje múltiple en Great Barrington, Massachusetts, un sistema de iluminación de demostración accionado por un generador hidroeléctrico que producía 500 voltios de CA reducidos a 100 voltios para encender bombillas incandescentes en hogares y comercios. Ese mismo año, Westinghouse constituyó la "Westinghouse Electric & Manufacturing Company"; en 1889 la rebautizó como "Westinghouse Electric Corporation". 

### La denominadaguerra de las corrientes
La empresa Westinghouse instaló otros 30 sistemas de iluminación de corriente alterna en el plazo de un año y a finales de 1887 contaba con 68 centrales eléctricas de corriente alterna frente a las 121 centrales de Edison basadas en corriente continua. Esta competencia con Edison desembocó a finales de la década de 1880 en lo que se ha denominado la "guerra de las corrientes", en la que Thomas Edison y su empresa se unieron a la creciente percepción pública de que los altos voltajes utilizados en la distribución de corriente alterna no eran seguros. Edison llegó a sugerir que se utilizara un generador de corriente alterna de Westinghouse en la nueva silla eléctrica del Estado de Nueva York. Westinghouse también tuvo que hacer frente a un rival de CA, la Thomson-Houston Electric Company, que había construido 22 centrales eléctricas a finales de 1887 y en 1889 había comprado a otro competidor, la Brush Electric Company. Thomson-Houston estaba expandiendo su negocio a la vez que intentaba evitar conflictos de patentes con Westinghouse, llegando a acuerdos como llegar a acuerdos sobre el territorio de la compañía de iluminación, pagar un canon para usar la patente del transformador Stanley y permitir a Westinghouse usar su patente de bombilla incandescente William E. Sawyer. La empresa de Edison, en connivencia con Thomson-Houston, consiguió en 1890 que la primera silla eléctrica funcionara con un generador de corriente alterna de Westinghouse, lo que obligó a Westinghouse a intentar bloquear esta maniobra contratando al mejor abogado de la época para defender (sin éxito) a William Kemmler, el primer hombre programado para morir en la silla. La Guerra de las Corrientes terminó con financieros, como J. P. Morgan, empujando a Edison Electric hacia la corriente alterna y expulsando a Thomas Edison. En 1892 la empresa Edison se fusionó con la Thomson-Houston Electric Company para formar General Electric, un conglomerado con el consejo de Thomson-Houston al mando.

## Otros proyectos
En 1889, Westinghouse compró varias concesiones mineras en las Montañas de la Patagonia del sureste de Arizona y fundó la Duquesne Mining & Reduction Company. Un año más tarde fundó lo que hoy es la ciudad fantasma de Duquesne para utilizarla como sede de su empresa. Vivió en una gran casa de estilo victoriano que aún se conserva, aunque en mal estado. Duquesne creció a más de 1.000 residentes y la mina alcanzó su pico de producción a mediados de la década de 1910.
Con la expansión de las redes de corriente alterna, Westinghouse centró su atención en la producción de energía eléctrica. Al principio, las fuentes de generación disponibles eran las hidroturbinas, cuando se disponía de agua de caída, y las máquinas de vapor alternativas, cuando no. Westinghouse consideraba que las máquinas de vapor alternativas eran torpes e ineficaces y quería desarrollar algún tipo de motor "giratorio" que fuera más elegante y eficiente.
Uno de sus primeros inventos fue una máquina de vapor rotativa, pero resultó poco práctica. El ingeniero británico Charles Algernon Parsons comenzó a experimentar con turbinas de vapor en 1884, empezando con una turbina de 10 caballos (7,5 kW). Westinghouse compró los derechos de la turbina Parsons en 1885, mejoró la tecnología Parsons y aumentó su escala.

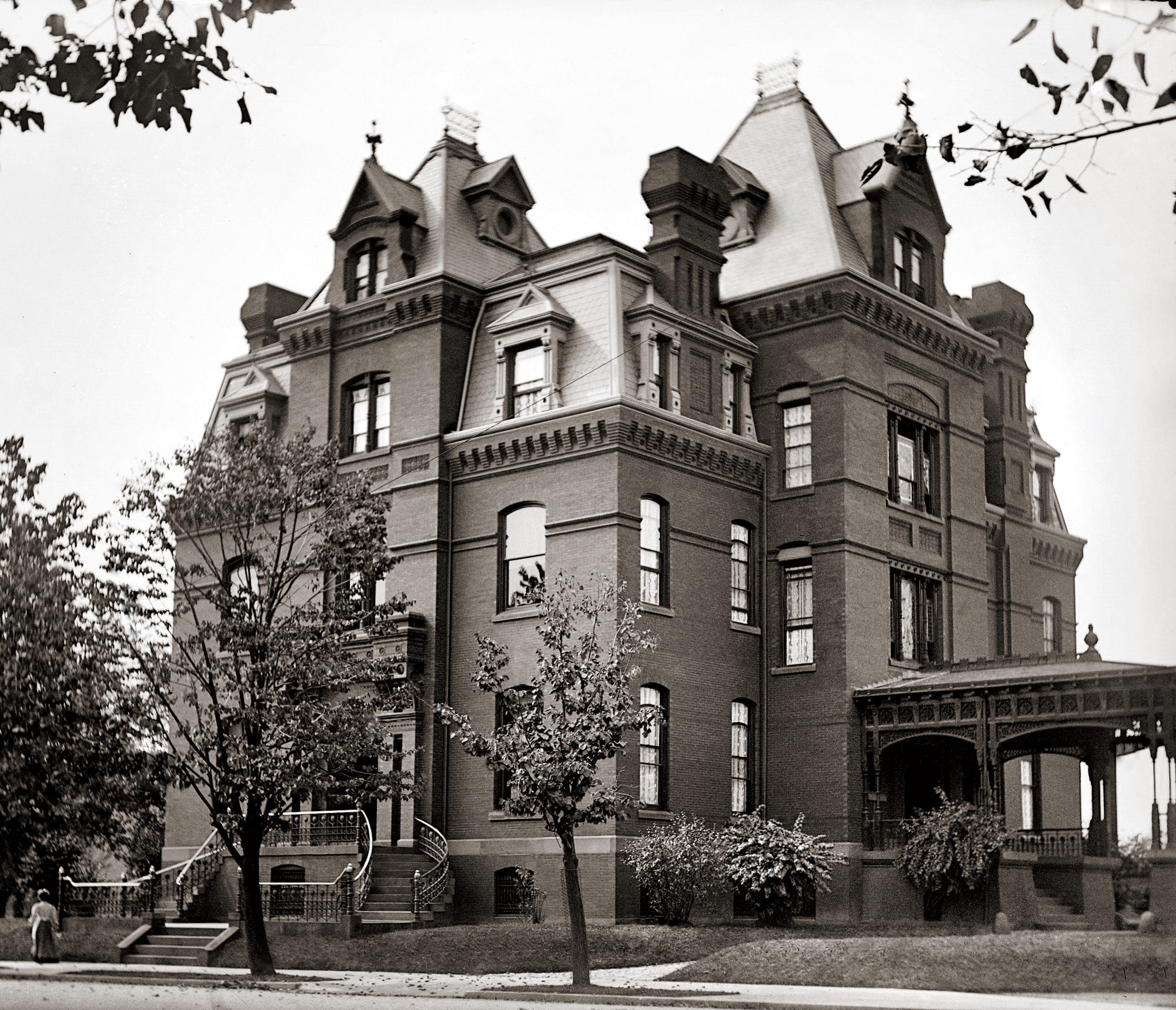
La residencia de George Westinghouse en Washington D. C., de 1901 a 1914

En 1898, Westinghouse hizo una demostración de una unidad de 300 kilovatios, que sustituía a los motores alternativos de su fábrica de frenos de aire. Al año siguiente instaló una unidad de 1,5 Megavatios y 1.200 rpm para la Hartford Electric Light Company.
Westinghouse desarrolló entonces turbinas de vapor para propulsión marítima. Las grandes turbinas eran más eficientes a unas 3.000 rpm, mientras que una hélice eficiente funcionaba a unas 100 rpm. Esto requería un engranaje reductor, pero construir un engranaje reductor que pudiera funcionar a altas revoluciones y a gran potencia era difícil, ya que un ligero desajuste haría añicos el tren de potencia. Westinghouse y sus ingenieros idearon un sistema de alineación automática que hizo posible el uso de turbinas en grandes buques.
Westinghouse siguió siendo productivo e inventivo casi toda su vida. Al igual que Edison, tenía una vena práctica y experimental. En una época, Westinghouse empezó a trabajar en bombas de calor que pudieran proporcionar calefacción y refrigeración.
Westinghouse buscaba una máquina de movimiento perpetuo, y el físico británico Lord Kelvin, uno de los corresponsales de Westinghouse, le dijo que estaría violando las leyes de la termodinámica. Westinghouse respondió que tal vez fuera así, pero que daba igual. Si no podía construir una máquina de movimiento perpetuo, tendría un sistema de bomba de calor que podría patentar y vender.
Con la introducción del automóvil tras el cambio de siglo, Westinghouse volvió a inventos anteriores e ideó un amortiguador de aire comprimido para las suspensiones de los automóviles.

## Fundación de Westinghouse Electric
El 8 de enero de 1886 George Westinghouse funda la empresa Westinghouse Electric en Pittsburgh (Pensilvania). Aprovechando el avance de la tecnología de corriente alterna en Europa, la empresa se dedicó a desarrollar infraestructuras eléctricas de corriente alterna en todo Estados Unidos. Westinghouse Electric recibió los derechos para la primera patente para el transporte eléctrico de corriente alterna de Nikola Tesla y dio a conocer la tecnología de iluminación en Great Barrington, Massachusetts.
Además de George Westinghouse, ingenieros que trabajaron para la compañía incluyeron a William Stanley, Nikola Tesla, Oliver B. Shallenberger, Benjamin Garver Lamme y su hermana Bertha Lamme. La compañía históricamente fue rival de General Electric que fue fundada por el archirrival de George Westinghouse, Thomas Edison.

## Monumentos de homenaje

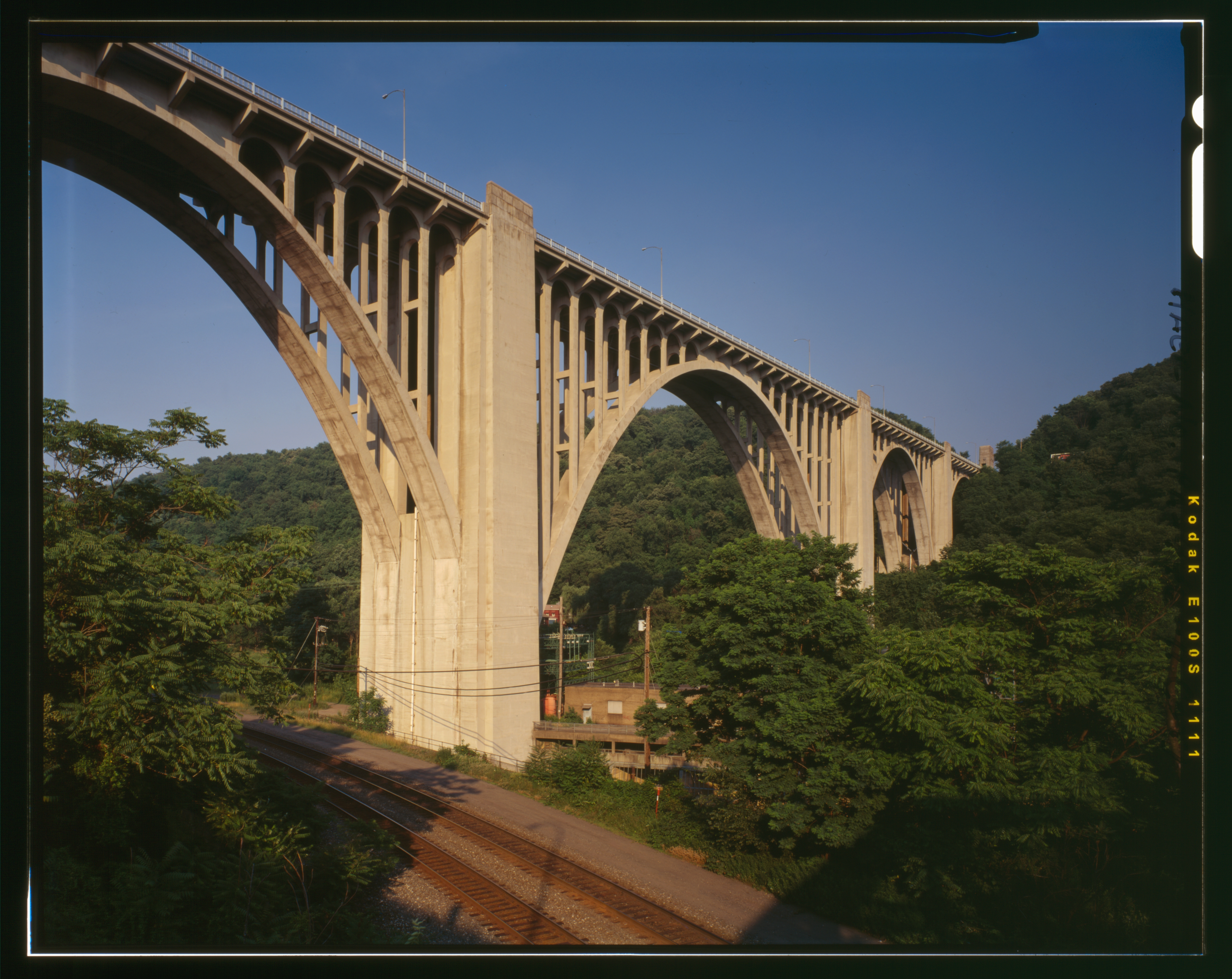
George Westinghouse Memorial Bridge

- Westinghouse Memorial: Monumento de bronce en su memoria, abierto al público el 6 de octubre de 1930 en la ciudad de Pittsburgh, Pensilvania.
- George Westinghouse Memorial Bridge: Puente en su memoria, inaugurado el 10 de septiembre de 1932 en el barrio autónomo de East Pittsburgh, Pensilvania.
- Westinghouse Park: Parque municipal en su memoria en la ciudad de Pittsburgh

## Reconocimientos
- Medalla John Fritz (1906)
- Medalla Edison (1911)[15]
- Asimismo, era aclamado por sus coetáneos como "El mayor ingeniero en vida" o "greatest living engineer".